# Pellionia filicinum
Pellionia filicinum är en nässelväxtart som först beskrevs av Henry Nicholas Ridley, och fick sitt nu gällande namn av R.J. Johns. Pellionia filicinum ingår i släktet Pellionia och familjen nässelväxter. Inga underarter finns listade i Catalogue of Life.